# 셀레스티아 (보드 게임)
셀레스티아(Celestia)는 보드 게임 디자이너 아론 와이스블럼(Aaron Weissblum)가 디자인 한 패밀리 보드게임이다. 2015년 프랑스의 블램!(Blam!)사, 2018년 대한민국의 생각투자 주식회사(AURUM,inc)에 의해 출시되었다. 게임은 2~6명이 할 수 있다.

## 게임 정보
셀레스티아는 게임에서 소개되는 가상의 하늘섬들이 모인 세계를 일컫는다. 
1999년에 출시된 클라우드9의 리메이크로 기획된 게임이다. 기존에 클라우드9이 가지고 있던 시스템은 그대로 가져오되, 게임 플레이 타임을 길게 만들었던 규칙들을 삭제하였다. 
새로 일러스트를 그리고 승객들이 탈 수 있는 종이 비행선 모형이 추가되었다. 
리메이크작 발매와 동시에 게임에 시스템에 새로운 기능을 추가하는 "리틀헬프" 카드팩이 발매되었다.

## 수상 내역
- 2016 Tric Trac Nominee
- 2015 Jocul Anului în România Beginners Finalist

## 게임의 구성
셀레스티아의 구성은 다음과 같다.
- 비행선 1개
- 여행자말 6개 : 플레이어의 게임내 아바타이다.
- 여행자 타일 6개 : 게임말이 누구의 것인지 표시하는 역할을 한다. 리틀헬프에서는 특별한 기능이 추가된다.
- 도시타일 9개 : 셀레스티아 세계를 이루는 구름섬이다.
- 위험주사위 4개 : 선장이 굴려서 이번에 찾아오는 위험을 표시한다.
- 보물카드 78장 : 도시별로 분류되어 있다.
- 장비카드 68장 : 파랑 나침반 (20장), 노랑 피뢰침 (18장), 빨강 초강력 나팔 (16장), 검정 대포 (14장)으로 비균일하게 구성되어 있다.
- 터보카드 8장 : 위험을 극복하게 해주는 카드이다.
- 파워카드 8장 : 기능에 따라 상황을 유리하게 해주거나 어렵게 해준다.

## 목적
플레이어들은 모험가가 되어 하늘 섬에 있는 보물들을 얻기 위해 비행선을 타고 여행해야 한다. 플레이어들은 돌아가면서 비행선의 선장이 된다. 
선장은 닥쳐오는 위험을 적절한 장비 카드를 활용해서 극복해야 한다. 승객들은 선장이 모험을 극복할 수 없을지 고려하여 배에서 내리거나 이어지는 모험을 같이 진행한다. 